# Slender Rising
Slender Rising ist ein iOS-Spiel des Entwicklers Michael Hegemann. Es wurde am 12. November 2012 veröffentlicht und läuft auf allen Apple iOS Geräten vom iPhone 3GS aufwärts. Das Spiel wurde seit der Veröffentlichung immer weiter upgedatet und am 5. Januar 2013 erschien eine kostenlose Version.

## Spielkonzept
Slender Rising ist als Singleplayer-Spiel konzipiert. Die App unterstützt zwei Spielmodi. In beiden Modi wird der Spieler vom Slender Man angegriffen. In dem einen Modus muss der Spieler sieben Zeichen sammeln, bevor Slender Man ihn packt. In dem anderen Modus geht es darum, so viele Seiten wie möglich zu sammeln.

## Level
In Slender Rising gibt es vier Level:
- Desolate Town
- Lost Ward
- Cursed Ruins
- Haunted Forest

Die Zeichen sind zufällig in den Leveln verstreut. Der Spieler findet die Seiten, indem er die Position mit einem roten Pfeil markiert. Sobald ein Spieler dämonisches Flüstern hört, signalisiert das die Nähe zu den Zeichen.
Daneben gibt es vier Szenarien:
- Day
- Night
- Night Vision
- Thunderstorm

## Rezeption
Slender Rising erreichte Platz 3 in den USA und Platz 7 in den deutschen App-Charts. Es ist momentan unter den Top 200 der kostenpflichtigen iPhone-Spiele zu finden.

“Slender Rising is arguably the best take on Slender man yet and inarguably the pinnacle of the mythos on iOS.”

„Slender Rising ist wohl die beste Adaption des Slender man und unbestreitbar der Höhepunkt des Mythos auf iOS.“

„Slender Rising ist sehr gut gemachter Horror.“

“Slender Rising is excellent. It’s dead scary and it adds a lot of smart, welcome new ideas to the original game.”

„Slender Rising ist exzellent. Es jagt einem eine Heidenangst ein und fügt dem ursprünglichen Spiele viele kluge und willkommene neue Ideen hinzu.“

## Slender Rising 2
Im Januar 2014 wurde der Nachfolger Slender Rising 2 im App Store veröffentlicht.